# 費氏黏盲鰻
費氏黏盲鰻（学名：Eptatretus fernholmi），又名青眠鰻、無目鰻、鰻背、龍筋，为盲鰻科黏盲鰻屬下的一个种，被IUCN列為易危保育類動物，分布於西北太平洋臺灣海域，屬深海魚類，深度200-400公尺，六對鰓囊, 鰓孔通常排列略呈曲線，最後面的左邊鰓孔不與咽頭管的外部開口匯合，眼斑不明顯，體側黏液孔64-71個，腹面鰭褶發展不良，體長可達29.5公分，主要棲息在大陸坡泥底部，屬肉食性，主要以腐屍為食，沒有交配器官，性腺位於腹膜腔內，卵巢位於性腺的前部，睾丸位於性腺的後部，若性腺的顱部發育，則成為雌性；若性腺的尾部發生分化，則成為雄性，生活習性不明。